# Carles Mas Bacardit
Carles Mas Bacardit es un futbolista español, nacido en Bañolas, el 27 de febrero de 1993 que actualmente pertenece a la plantilla del Unió Esportiva Olot.

## Biografía
La carrera deportiva de Carles Mas comienza en la cantera del Girona FC, en 2013 alternaba partidos del Girona Fútbol Club "C" con partido del primer equipo.

Después de tres temporadas en el club gerundense y debido a una lesión que lo dejó sin jugar prácticamente 8 meses, el 30 de enero de 2017 e cedido al CF Gavà para que cuente con minutos y recupere su estado físico.

## Debut como profesional
Debutó el 8 de junio de 2013 en partido de Segunda División, que enfrentaba al Girona FC contra el Real Madrid Castilla, jugó en el once inicial, empatando su primer partido como profesional, con el resultado de 1 - 1.